# Park Narodowy El Sabinal
Park Narodowy El Sabinal (hiszp. Parque nacional El Sabinal) – park narodowy w Meksyku, w stanie Nuevo León. Został utworzony 25 sierpnia 1938 roku. Jest najmniejszym parkiem narodowym w Meksyku i zajmuje obszar 0,08 km².

## Opis
Park znajduje się w gminie Cerralvo, 96 km na północny wschód od miasta Monterrey. Leży na wysokości 285 m n.p.m. Przez jego teren przepływa rzeka Benavides.
Średnia roczna temperatura w parku wynosi +24,6 °C, a średnie roczne opady 575,5 mm.

## Szata roślinna i fauna
Park powstał głównie w celu ochrony rosnącego tu cypryśnika meksykańskiego (hiszp. sabinal), a także w celu ochrony, mającego tu swoje siedliska, krytycznie zagrożonego wyginięciem (CR) kraba Procambarus regiomontanus.
Prawie cały obszar parku pokrywa las galeriowy. Oprócz cypryśnika meksykańskiego rosną tu też m.in.: Fraxinus uhdei, Ehretia anacua, wiązowiec całobrzegi, ligustr lśniący i Hydrocotyle verticillata.
Z ssaków występują tu królak florydzki, dydelf wirginijski, borsucznik amerykański, skunks ogoniasty, szop pracz, ostronos białonosy i wiewiórka rudobrzucha.
Ptaki żyjące w parku to m.in.: gołębiak długosterny, kardynał szkarłatny, muchołap tyranowaty, dzięciur złotoczelny, czapla zielonawa, wilgowron meksykański, myszołów rdzawoskrzydły, orzeł przedni i kruk meksykański.
Gady i płazy to m.in.: Sceloporus olivaceus, Aspidoscelis gularis, frynosoma rogata, Gopherus berlandieri i Lithobates berlandieri.